# 和歌山県歯科医師会
一般社団法人和歌山県歯科医師会（わかやまけんしかいしかい 英称 Wakayama Dental Association）は、和歌山県の歯科医師を会員とする法人。

## 本部所在地
- 〒640-8287 和歌山県和歌山市築港1-4-7

## 郡市歯科医師会
- 和歌山市歯科医師会
- 海南歯科医師会
- 那賀歯科医師会
- 伊都歯科医師会
- 有田歯科医師会
- 日高歯科医師会
- 田辺西牟婁歯科医師会
- 紀南歯科医師会